# Duckeodendron cestroides
Duckeodendron  es un género monotípico de plantas con flores perteneciente a la subfamilia Gaetzeoideae, incluida en la familia de las solanáceas. Su única especie, Duckeodendron cestroides, es nativa de Brasil.

## Descripción
Duckeodendron cestroides es un gran árbol, cuyo tamaño alcanza los 16 metros o más. o (en la primera descripción) con un máximo de 30 metros, el diámetro a la altura del pecho alcanza más de 150 centímetros.
  Las hojas son alternas, simples y no glandulares. El limbo es entero. La edad máxima estimada de árboles individuales es más de 800 años. Las flores están en inflorescencias terminales o casi terminales. El fruto es una drupa de color rojo, brillante, carnosa, no dehiscente, con un tamaño de 5,5 a 6 × 2,5-3 centímetros, con sólo una semilla.

## Taxonomía
Duckeodendron cestroides fue descrita por João Geraldo Kuhlmann y publicado en Archivos do Jardim Botânico do Rio de Janeiro 4: 362. 1925.